# Touste (gmina)
Touste – dawna gmina wiejska w powiecie skałackim województwa tarnopolskiego II Rzeczypospolitej. Siedzibą gminy było Touste.
Gminę utworzono 1 sierpnia 1934 r. w ramach reformy na podstawie ustawy scaleniowej z dotychczasowych gmin wiejskich: Borki Małe, Dubkowce, Kąt Toustecki, Nowosiółka Grzymałowska, Przekalec, Rasztowce i Touste.
Po II wojnie światowej obszar gminy znalazł się w ZSRR.